# Setter irlandese
Il setter irlandese è un cane di origine irlandese di colore rosso mogano o bianco e rosso. È una razza adatta sia alla caccia che alla compagnia, ma si presta anche a mostre canine.

## Caratteristiche fisiche

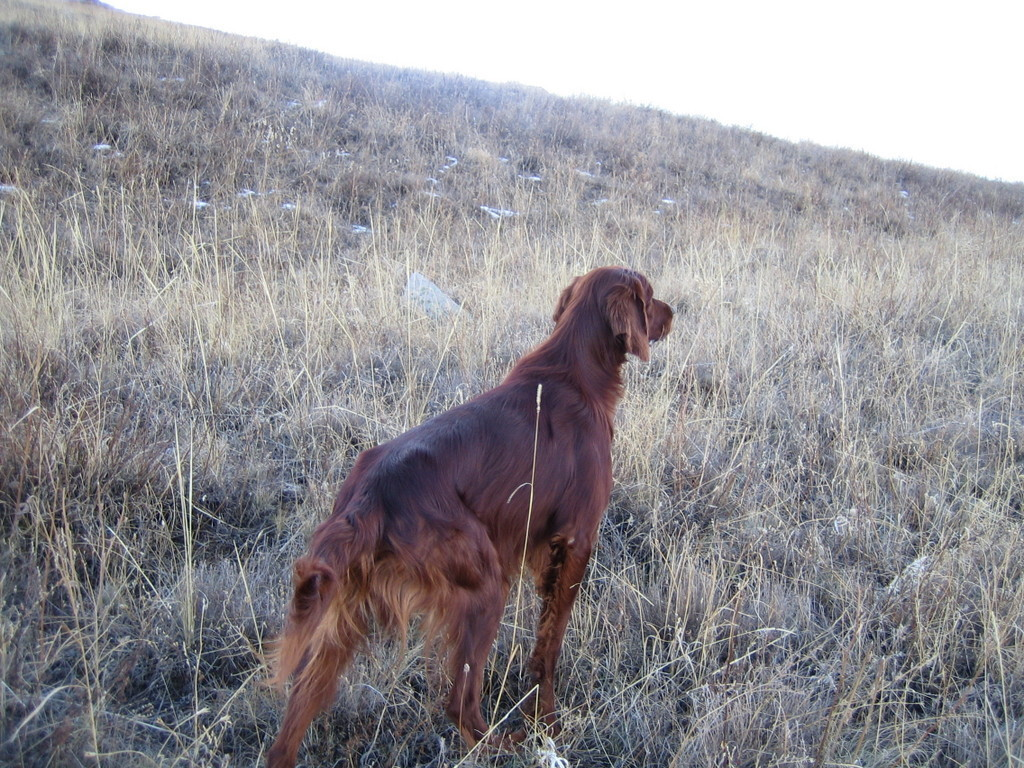
Brisa's Irishes scaiss in ferma su coturnici

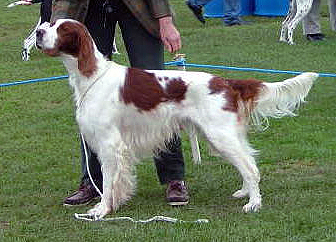
Setter irlandese bianco e rosso

I maschi hanno una statura di circa 58–67 cm e le femmine di 55-62; il peso maschile si aggira sui 27-40 chilogrammi e quello femminile sui 20-28. È un cane che rimane magro di costituzione, talché è consigliabile dosare con precisione la giusta razione di alimenti e pesare il cane, di tanto in tanto, per mezzo di una bilancia. Il suo muso è allungato, con canna nasale dritta e tartufo nero; i suoi occhi sono di colore marrone o nocciola scuro e le orecchie hanno forma triangolare e sono sottili; la coda è orizzontale e presenta frange. Il pelo è lungo tranne che sulla testa, di colore rosso mogano, dorato e luminoso, sempre in assenza di nero. È tollerata, ma non desiderata una macchia bianca sul petto che da vecchi allevatori era ricercata in quanto sinonimo di grande qualità venatoria. Il pelo impiega qualche anno per raggiungere la lunghezza tipica della razza. Notevolmente prolifico, è un cane molto longevo, soprattutto in relazione alla mole, potendo anche superare i 15 anni.
L'andatura è caratterizzata da un galoppo sciolto e velocissimo.

## Carattere
Caratterialmente il setter irlandese è un cane molto vivace, soprattutto nei primi anni. Le femmine tendono a tranquillizzarsi dopo il primo calore ma restano comunque dei cani molto energici e vitali. Hanno bisogno di fare lunghe passeggiate e di correre in spazi aperti. È un cane che difficilmente può vivere solo in appartamento e necessita di uno spazio aperto, anche piccolo, per sfogare le proprie energie. È un cane molto affettuoso e cerca molto il contatto umano. Si può educare ed è piuttosto intelligente, presenta spesso un carattere testardo e a volte controverso. Dal sistema nervoso sensibilissimo (è facile vederlo tremare quando prova emozioni), necessita di molta calma, pazienza e conoscenza della razza nell'educazione del soggetto (e tanto più nell'addestramento), non tollerando assolutamente maniere forti e nervosismi; una volta che conquista la fiducia nel padrone, è anzi un cane altamente affidabile. È normalmente molto socievole con gli altri cani ed animali (ad eccezione della selvaggina, verso la quale nutre una naturale tendenza ad incalzarla). Se non utilizzato per la caccia, è adatto a vivere in famiglia e con i bambini.